# Ферретти, Джованни Доменико
Джованни Доменико Ферретти по прозванию Имола, или Имолезе (итал. Giovanni Domenico Ferretti detto L'Imola о Imolese; 15 июня 1692, Флоренция — 18 августа 1768, Флоренция) — итальянский художник периода рококо флорентийской школы.

## Биография
Джованни Доменико (Джандоменико) Ферретти, родившийся в конце семнадцатого века и творивший немногим более середины восемнадцатого века во Флоренции, был одним из самых необычных художников «тосканского рококо», как в искусстве фрески, так и в живописи на холсте. Его отец — Антонио ди Джованни да Имола (родом из Имолы, провинция Болонья), был ювелиром, а мать Маргарита ди Доменико Гори происходила из известной флорентийской семьи, самым знаменитым представителем которой был Антонио Франческо Гори, двоюродный брат художника, учёный с европейской известностью, главным образом за исследования этрусской цивилизации. «Родство его матери с А. Ф. Гори, видной личностью флорентийской художественной среды, вероятно, способствовало его профессиональному восхождению».
Ферретти переехал в Болонью в 1714 году и работал в кругу Джованни Джозеффо даль Соле, учился живописи у Джузеппе Марии Креспи, представителя болонской школы, который привнёс в школу тосканского классицизма новые особенности, свойственные болонцам и поддерживаемые другими художниками, с которыми Ферретти работал как во Флоренции (Томмазо Реди и Себастьяно Галеотти), так и в Болонье в мастерской Феличе Торелли и его жены Лючии Казалини. Ферретти оставался в Болонье в течение пяти лет.
Ферретти вернулся во Флоренцию в 1719 году с рекомендательным письмом кардинала Годзадини, ищущего покровительства у Козимо III Медичи. Он нашёл работу в мастерской Томмазо Реди и Себастьяно Галеотти. Вскоре Ферретти присоединился к флорентийской Академии Рисунка, где позднее преподавал живопись, а также создавал картоны для шпалерной мануфактуры Медичи.
Во многих работах Ферретти сотрудничал с живописцами-квадратуристами (мастерами иллюзорных росписей с «обманом зрения») Пьетро Андерлини и Винченцо Меуччи.
Возможно, самой значительной работой Ферретти было украшение потолка и капелл церкви Санта-Мария-дель-Кармине, где он работал с 1755 года до своей смерти в 1768 году. Ферретти трудился в непосредственной близости фресок Мазаччо и Мазолино да Паникале — шедевров итальянской и европейской живописи, но в ночь с 26 на 27 января 1771 года, через три года после его смерти, сильный пожар почти полностью уничтожил церковь Кармине; фрески Мазаччо, к счастью, сохранились, а вот фрески более скромного Ферретти были полностью уничтожены вместе с потолком церкви.

## Художественный стиль
Когда в 1692 году родился Ферретти, в Италии всё ещё господствовало позднее барокко, а Маттиа Прети был самым известным художником-фрескистом того времени. На стиль фресок самого Ферретти повлияли живые, красочные и пастельные тона росписей Себастьяно Риччи, в особенности в Палаццо Фенци во Флоренции.
В это время флорентийские художники внезапно открыли для себя венецианскую живопись, в которой «впервые на итальянской почве органично утверждается стиль рококо» с прозрачным небом и яркими красками Дж. Б. Пьяццетты и С. Риччи; однако барочно-рокайльные вариации венецианцев XVIII века были в основном чужды флорентийцам, всегда тяготевшим к классике, даже при том, что тосканская живопись в этом кризисный для неё период во многом находилась в руках иностранных художников. Так, фрески для Палаццо Медичи писал неаполитанец Лука Джордано, в Палаццо Питти — Пьетро да Кортона (тосканец по происхождению, но римлянин по воспитанию, а в Палаццо Фенци (Маручелли) — венецианец Себастьяно Риччи.
В этой особенной историко-художественной ситуации, отмеченной многими барочными, рокайльными и маньеристичными влияниями, и сформировался необычный индивидуальный художественный стиль Джованни Доменико Фенци.

## Галерея
- Святой Луиджи Гонзага во славе. Ок. 1755
- Фреска плафона «Зала Олимпа». Палаццо Роффиа, Флоренция
- Фреска галереи Палаццо Роффиа
- Ассунта (Вознесение Мадонны). 1733—1734. Роспись конхи церкви Бадиа Фьорентина, Флоренция
- Поклонение пастухов. 1738. Фреска церкви Сан-Сальваторе-аль-Весково. Деталь
- Aрлекин и Коломбина. Холст, масло. Собрание Сберегательного банка, Флоренция
- Купание Дианы, нимфы и Актеон. 1714—1715. Деталь росписи Виллы Медичи ла Маджиа, Пистоя (Тоскана)
- Вакх и Ариадна. 1714—1715. Деталь росписи Виллы Медичи ла Маджиа, Пистоя (Тоскана)